# Hannie van Rooijen
Hannie van Rooijen (Middelburg, 26 de marzo de 1918 - Zonnestraal, Hilversum, 18 de marzo de 2018), también conocida como Hannie van Eyck, fue una arquitecta neerlandesa, que formó con Aldo van Eyck una de las parejas más influyentes de la arquitectura del siglo XX.

## Biografía
Realizó sus primeros estudios en Zaandam, posteriormente en La Haya y finalmente ingresó en la Eidgenössische Technische Hochschule (ETH, Escuela Politécnica Federal de Zúrich), Suiza, donde completó sus estudios. En la Suiza de los años 30 encontró un ambiente abierto a los debates arquitectónicos y urbanísticos de los Congrès International d'Architecture Moderne, conocidos como los CIAM. Durante este período estudiantil conoció a Aldo van Eyck, con quien se casó en 1943 y tuvieron su primer hijo en 1945. En 1946, tras la Segunda Guerra Mundial, durante la cual la pareja siguió viviendo en Zúrich, se establecieron en Ámsterdam, donde tuvieron su segundo hijo en 1948. En 1964 reformaron para su uso personal una antigua construcción junto al río Vecht, en Loenen, donde habitaron hasta 1999.   
En su época suiza la pareja trabó amistad con el historiador y crítico arquitectónico Sigfried Giedion, y especialmente con su esposa, la historiadora de arte Carola Giedion - Welcker, a través de la cual entraron en contacto con el mundo del arte del siglo XX, en el ambiente de Hans Arp, Tristan Tzara, Brancusi y otros. A través de su trabajo los Van Eyck se relacionaron en los círculos neerlandeses de artistas, como el grupo CoBrA, Carel Visser, de quien fueron amigos, y con Joost van Rooijen, hermano de Hannie con el que colaboraron en algunos trabajos. La pareja tuvo interés por muchas culturas no occidentales y especialmente las africanas. Durante los años 60 la pareja viajó al Níger con el arquitecto Herman Haan, y estudiaron la arquitectura Dogon, que supuso una influencia en su trabajo.
Hannie van Eyck colaboró con Aldo en muchos de sus proyectos y en 1970 comenzó su propio trabajo. En 1983 la pareja formó su estudio, compuesto por ambos, "A+H van Eyck Architecten BV" tras la disolución del estudio de Aldo Van Eyck con Theo Bosch. A partir de entonces realizaron todos sus trabajos en colaboración. El estudio era pequeño pero muy fructífero pues, tal como comenta Buchanan, era sorprendente cómo sólo una pareja, y ya en etapa avanzada de su vida, fue capaz de realizar un trabajo intenso .

## Obras
Van Rooijen, conjuntamente con Sandy van Ginkel y Jan Rietveld, se involucró muy directamente en los 750 parques infantiles de Ámsterdam construidos entre 1947 y 1978, conocidos como los Playground projects, referencia del trabajo de Aldo van Eyck. Estos diseños tuvieron una gran repercusión, al desarrollar una red de lugares para dar vida a los solares baldíos existentes en el tejido urbano, dando su propio papel a los niños en la ciudad.

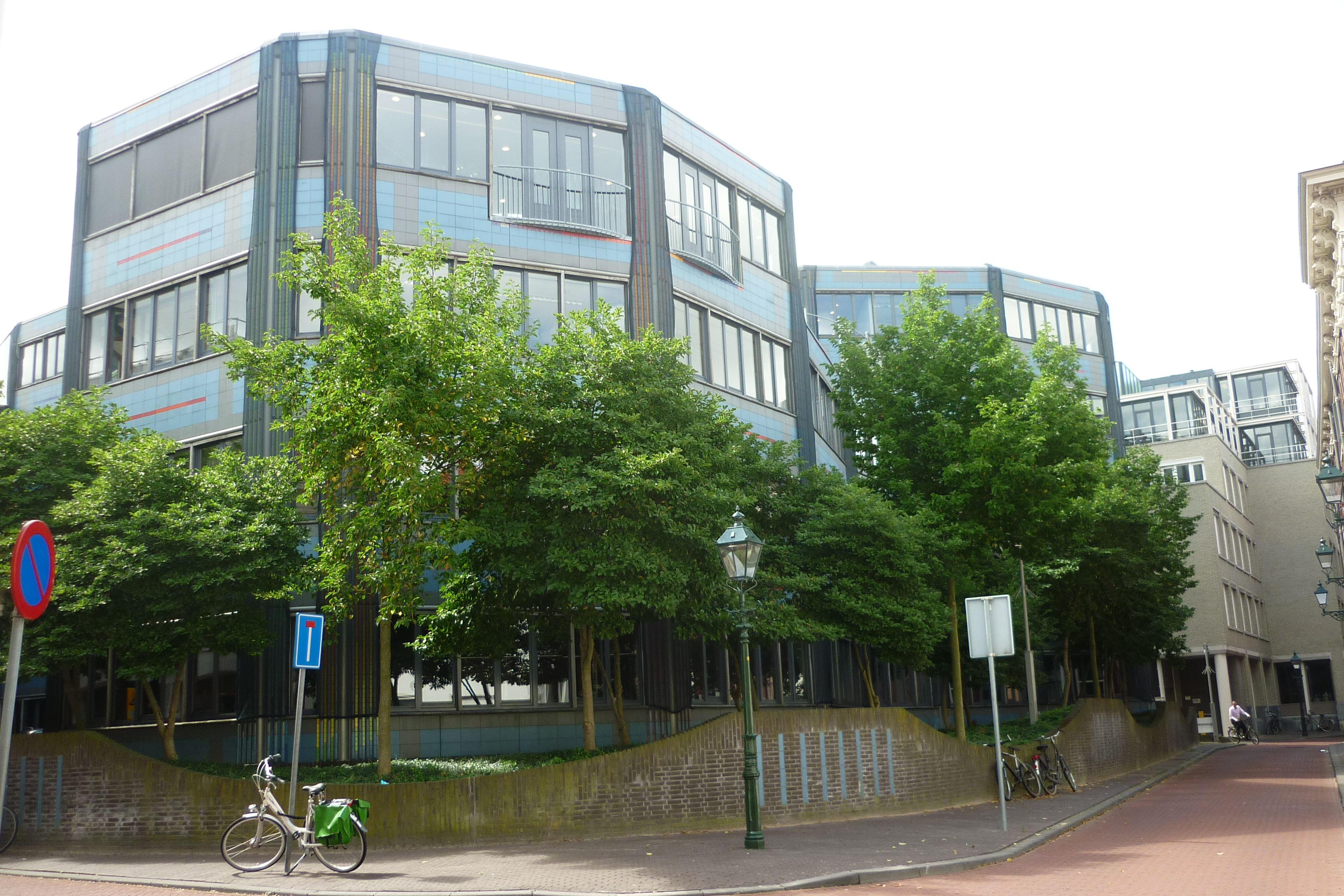
Algemene Rekenkamer en La Haya (Países Bajos)

De la etapa del estudio de la pareja Van Eyck son destacables la Iglesia de la Comunidad Maluca en Deventer (1983–92), el complejo de oficinas ESTEC (Centro Europeo de Investigación y Tecnología Espacial) en Noordwijk (1994–89) y el complejo de oficinas Tripolis en Ámsterdam. Los proyectos de esta etapa muestran una cierta liberación del racionalismo de los CIAM, todos ellos son edificios con espacios muy fluidos y biomórficos, investigando sobre las estructura y el color. Esto es especialmente significativo en la oficina de  la Auditoría de cuentas (Algemene Rekenkamer) en la Haya (1992–97), donde se establece también una especial relación entre el interior y el exterior del edificio.
En la Clínica Psiquiátrica Padua en Boekel, en Noord- Brabant (1973), diseñaron unos espacios en los que los internos pudieran sentirse libres, innovando en la arquitectura hospitalaria. El Hunebedcentrum Museo de prehistoria, en Drente, inspirado en la arquitectura del lugar, fue realizado ya en solitario por Hannie van Eyck, tras el fallecimiento de Aldo van Eyck.

## Reconocimientos
La revista A+U les dedicó en exclusiva una monografía en 1991, la número 247.
El Netherlands Architecture Institute (NAI) de Róterdam realizó en 1998 la exposición llamada The ball I threw- Hommage aan Aldo en Hannie van Eyck (La pelota que lancé- Homenaje a Aldo y Hannie van Eyck) con motivo del 80 cumpleaños de ambos.
La Fundación Aldo & Hannie van Eyck preserva su legado, mantiene su archivo y cuida su obra.